# Brenda Boykin

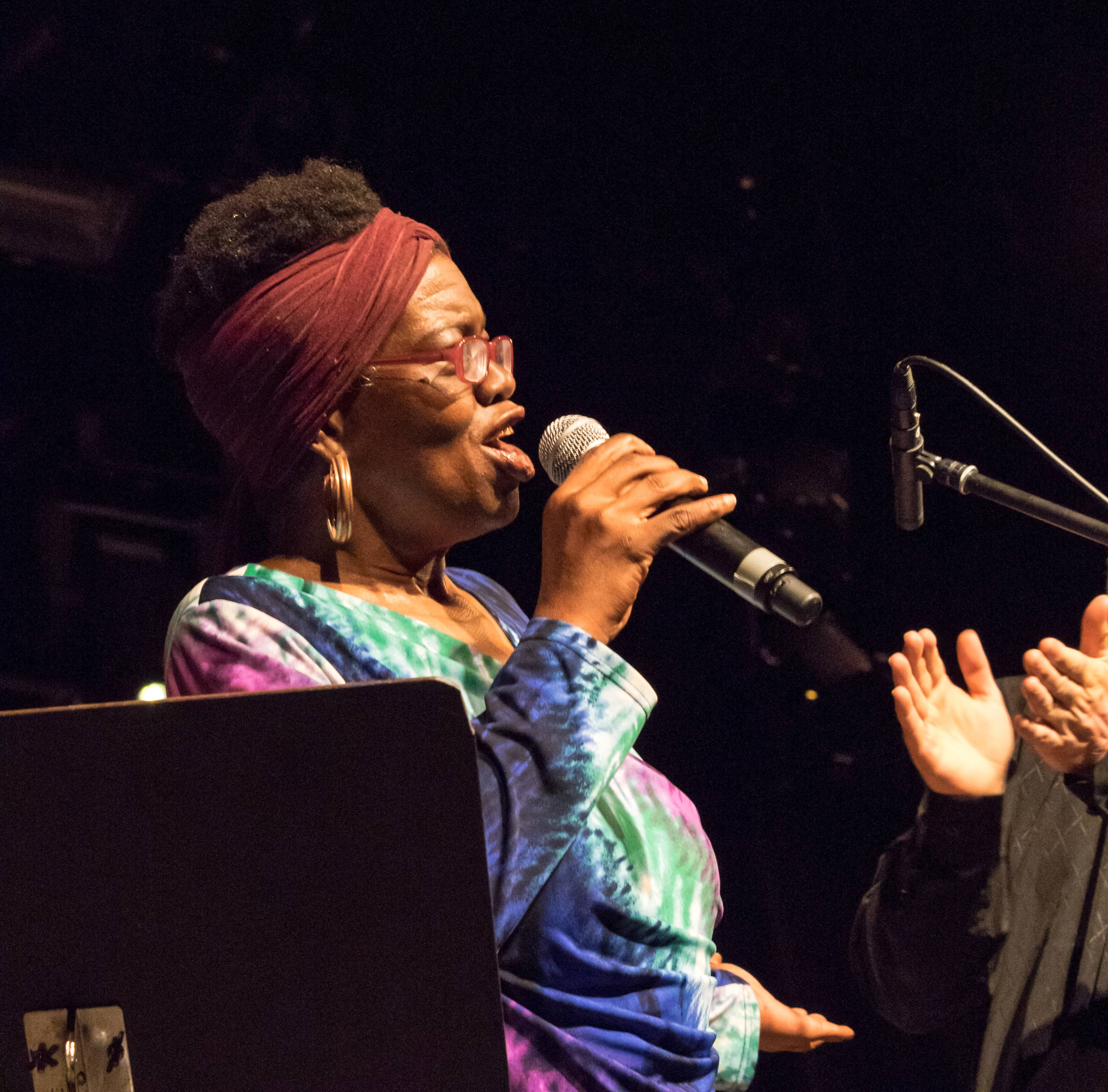
Brenda Boykin auf dem Zelt-Musik-Festival 2015

Brenda Boykin (* 30. März 1957 in Oakland) ist eine US-amerikanische Jazz- und Bluessängerin.

## Leben und Wirken
Boykin begann mit dem Gesang im Chor der North Oakland Missionary Baptist Church und war dort Solosängerin. Während ihrer Highschoolzeit lernte sie Klarinette und wandte sich während ihres Psychologiestudiums an der Berkeley-Universität dem Jazz und Blues zu.
Bekannt wurde sie als Sängerin der Johnny Nocturne Band. Sie spielte auf vielen internationalen Festivals, wie auf dem DuMaurier Jazz Festival in Vancouver, dem Monterey Bay Blues Festival, Monterey Jazz Festival, San Francisco Blues Festival und auf dem Umbria Jazz Festival.
Sie war die Gewinnerin des Wettbewerbs Montreux Under the Sky auf dem 39. Montreux Jazz Festival; ihr Quartett wurde als Beste Band des gesamten Outdoor-Festivals ausgezeichnet.
2015 trat sie als Solistin mit der russischen Kammerphilharmonie St. Petersburg auf der Gala des Zelt-Musik-Festivals in Freiburg auf. Auf diesem Festival ist sie regelmäßig zu Gast.
Lange arbeitete sie mit dem Gitarristen Eric Swinderman zusammen, zog allerdings im Jahre 2004 von San Francisco nach Wuppertal. Sie engagiert sich in dem deutschen Nu-Jazz-Projekt Club des Belugas.

## Diskographische Hinweise
- 2020: Organic Blues Project Jens Filser Meets Brenda Boykin
- 2016: Brenda Boykin & Jan Luley Trio „See Ya Later“
- 2014: Club des Belugas feat. Brenda Boykin „Iko Iko“[9]
- 2013: Brenda Boykin
- 2012: All the Time in the World
- 2008: Chocolate & Chili
- 2001: Brenda Boykin & Eric Swinderman Conversations in Time
- 1997: Brenda Boykin & Eric Swinderman Bourbon and Cornbread: Smooth Blues & Rough Jazz
- 1997: Brenda Boykin & Hoome Cookin
- 2016: HomeBase

## Auszeichnungen
Boykins wurde 1997 als „bester Sänger des Jahres“ für einen Bay Area Music Award der Zeitschrift Bay Area Music nominiert. Beim Montreux Jazz Festival hat das Publikum ihr Quartett zur besten Band des Festivals gewählt.